# Palazzo De Sterlich

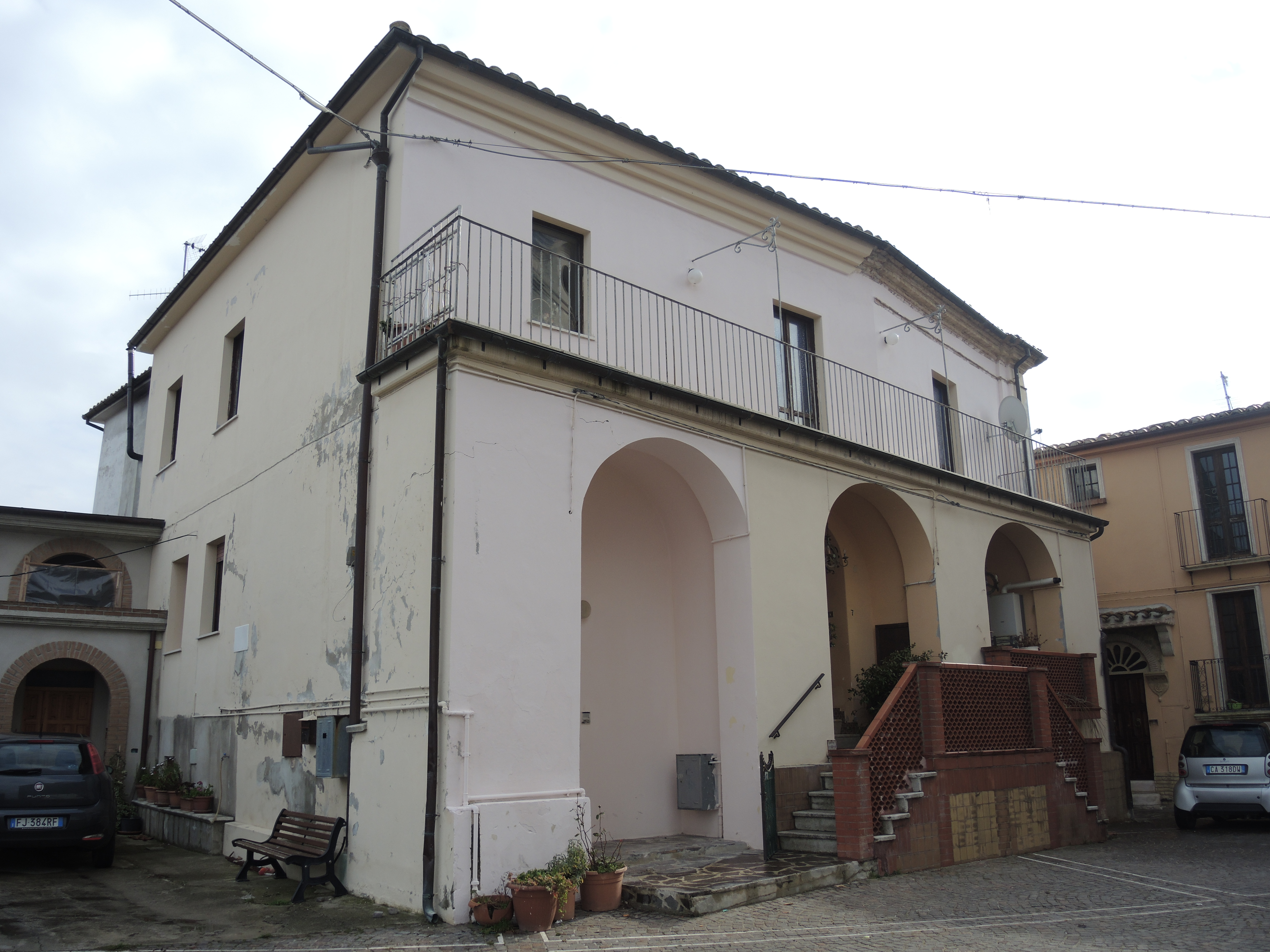
Palazzo De Sterlich

Der Palazzo De Sterlich ist eine Villa im historischen Zentrum der italienischen Gemeinde Cermignano in der Provinz Teramo. Sie liegt in der Via Salita Castello gegenüber der Kirche Santa Lucia.

## Geschichte
Der Palazzo De Sterlich war die Hauptresidenz des Barons von Scorrano, Sigismondo de Sterlich. Die Barone von Scorrano gehörten zu einer der bekanntesten Familien des Feudalismus in der Provinz Teramo. Schon im 12. Jahrhundert gehörte ihnen das Lehen von Scorrano und das in Mons (Montegualtieri); sie wurden von ihnen befestigt. Sie tauchen als Eigentümer dieser Lehen im normannischen Lehensbuch auf. Es ist noch nicht bekannt, wie die De Sterlichs in den ersten Jahren des 16. Jahrhunderts ihren Titel erwarben. Einige Geschichtswissenschaftler aus den Abruzzen meinen, dass diese Nachfolge auf eine Heirat zurückzuführen ist, wobei der ursprüngliche Familienzweig der Barone von Scorrano in der Familie De Sterlich aufgegangen ist. Andere Geschichtswissenschaftler wiederum glauben an ein Aussterben des Familienzweiges der De Scorranos und eine nachfolgende Vergabe des Lehens an die De Sterlichs, die zusammen mit Kaiser Karl V. aus Österreich in die Abruzzen kamen.
Höchstwahrscheinlich war auch das Lehen Cermignano, wie die von Scorrano und von Mons, in den Händen der De Scorranos und gelangte Anfang des 16. Jahrhunderts in das Eigentum der De Sterlichs. Eingehende Studien über die alte Familie De Sterlich wurden noch nicht durchgeführt und es sind nur noch Fragmente historischer Notizen überliefert. Der größte Teil der dokumentarischen Quellen über die De Sterlichs fand sich im historischen Archiv der Superintendenz Teramo, wo es eine Reihe von Dokumenten über den letzten Abkömmling der Familie, Diego de Sterlich, Marchese Volante, gibt. Dagegen gibt es eine weitere durchgängige Dokumentation im Castello di Nocciano in der Provinz Pescara (auch über das Lehen der De Sterlich-Aliprandi), die später in die Dokumentenarchive der Provinz Pescara transferiert wurde.
Die Villa wurde im 16. Jahrhundert erbaut. Im 20. Jahrhundert gehörte sie Diego de Sterlich-Aliprandi, einem bekannten Rennfahrer. Die Siedlung Cermignano gehörte der Familie zusammen mit den Zentren von Scorrano und Montegualtieri, die heute Ortsteile von Cermignano sind. Im Laufe des 16., 17. und 18. Jahrhunderts fielen dank des Zerfalls des Herzogtums Acquaviva, zu dem viele Lehen in der Provinz Ascoli Piceno gehörten (Acquaviva Picena, Spinetoli, San Benedetto del Tronto usw.), sowie der Provinz Teramo (Teramo, Sant’Omero, Corropoli, Tortoreto, Giulianova, Notaresco, Guardia Vomano, Castellato, Bisenti, Bellante, Mosciano Sant’Angelo, Atri, Silvi, Castilenti, Montefino, Cellino Attanasio usw.) und der Provinz Pescara (Elice, Montesilvano Colle, Collecorvino, Pianella, San Valentino in Abruzzo citeriore, Città Sant’Angelo, Castellammare Adriatico usw.) an die neuen Baronate; darunter stach das der Familie De Sterlich hervor, die sie ihrem Besitz hinzufügten, ebenso wie Cermignano, Scorrano und Montegualtieri, auch Castilenti, Villa San Romualdo, Montefino, einen Teil von Silvi und Città Sant’Angelo (geteilt mit Sorricchio), einen Teil von Pianella, einen von Picciano und von Bisenti. Am Ende des 17. Jahrhunderts wurden die De Sterlichs auch Lehensherren von Nocciano und eines Teils von Loreto Aprutino. 1695 ersteigerte Rinaldo de Sterlich, Marchese von Cermignano, ein Lehen, das ein großes Gebiet von La Selva, Colle di Selva, Colle Imperatore (heute Teil der Gemeinde Mosciano Sant’Angelo), Cologna und einen Teil von Notaresco umfasste, und berührte das Lehen von Poggio Morello bis zur Berührung von Giulianova, das vorher Staatseigentum des Königreiches Neapel war. Die neue Aristokratie von Teramo, repräsentiert durch den Justiziar Melchiorre Delfico und seinen Bruder Giambattista, war gegen diesen Eigentumswechsel. Zu alle Lehen der De Sterlichs wurden weitere durch Verwandtschaft und Heirat mit anderen Adelsfamilien hinzugefügt, z. B. den Alliprandis, Castigliones und Torres. Zu den wichtigsten Verwandtschaftsbeziehungen der De Sterlichs gehören die mit den Baronen Aliprandi, die zahlreiche Lehen in den Gebieten um Chieti und Pescara einbrachten.
Ihnen wurde der Titel von Patriziern von Penne verliehen, Sitz einer wichtigen Diözese in den Abruzzen.

## Beschreibung
Die Villa wurde 1541 für den Baron von Scorrano, Sigismondo de Sterlich erbaut. Die Familie führte bereits die Titel der Barone von Scorrano und der Signori di Montegualtieri und erhielt 1706 den Titel der Marchesi di Cermignano. In der historischen Villa ist heute die Stadtverwaltung von Cermignano untergebracht. Die angrenzenden Häuser wurden restauriert und als Museum ausgebaut. Die Villa zeigt an ihrer Hauptfassade das Wappen der Familie De Sterlich.